# Raymon Russignol
Raymon Russignol (Fontanell, 13 giugno 1189 – Perpignano, 1263) fu un poeta trobadorico catalano-occitano.
Russignol nacque a Fontanell da Ferràn, mercante catalano di vino, e Montserrat Puig-Granell, figlia di un notaro occitano originario di Perpignan. Le informazioni sulla sua vita sono frammentarie, come il corpus della sua opera poetica, in gran parte conservata presso la Biblioteca Mitterrand di Parigi.

## La gioventù
Russignol frequentò a Barcellona la casa di Argut Serrà, trovadore che lo introdusse alla poesia e al canto accompagnato dal liuto e della chitarra breguésa. Successivamente, dopo essere scappato di casa, nei primi anni del Duecento, si aggregò a una carovana di attori gitani, la cui presenza è testimoniata nei registri municipali di Pau e di Vic, prendendo parte attiva nei loro spettacoli. Al 1209 risale la citazione del suo nome nel registro della Gendarmeria di Girona, dove fu arrestato per aver rotto il suo liuto in testa a un sacerdote e a un contabile del municipio locale nel corso di una rissa. A questo periodo risalgono alcuni frammenti poetici conservati nel Fondo Adrià di Lluc, per lo più in lingua franca.

## La vita di mezzo
Nel 1212 Russignol è presso la corte di Perpignan in qualità di secondo trobador, ma ben presto si guadagna i favori dei regnanti, che gli affidano il ruolo di primo liuto e di versificatore ufficiale. Ha inizio così la carriera di poeta, grazie anche alla chiamata del Conte di Barcellona.